# Gråbo
Gråbo is een plaats in de gemeente Lerum in het landschap Västergötland en de provincie Västra Götalands län in Zweden. De plaats heeft 4154 inwoners (2005) en een oppervlakte van 229 hectare.

## Verkeer en vervoer
Bij de plaats loopt de Länsväg 190.